# The Brother from Another Planet
The Brother from Another Planet is een film uit 1984, geschreven en geregisseerd door John Sayles (voornamelijk bekend van Return of the Secaucus 7). De film bevindt zich momenteel in het publiek domein. In 2003 maakt de Amerikaanse producer King Britt het conceptalbum Adventures in Lo-Fi dat op de film is gebaseerd.

## Verhaal
Wanneer een alien, die niet in staat is te spreken, op de aarde terechtkomt weet hij ondanks zijn zwerversuiterlijk al snel vrienden te maken. Hij weet het goed te vinden op de aarde, totdat er plotseling enkele overheidsagenten op de stoep staan.

## Rolverdeling
| Acteur                | Personage                |
| --------------------- | ------------------------ |
| Joe Morton            | The Brother              |
| Rosanna Carter        | West-Indiaan vrouw       |
| Ray Ramirez           | Spaanse man              |
| Yves Rene             | Haïtiaanse man           |
| Peter Richardson      | Islamitische man         |
| Ginny Yang            | Koreaanse winkeluitbater |
| Daryl Edwards         | Fly                      |
| Steve James           | Odell                    |
| Leonard Jackson       | Smokey                   |
| Ishmael Houston-Jones | danser                   |
| Caroline Aaron        | Randy Sue Carter         |
| Bill Cobbs            | Walter                   |
| Maggie Renzi          | Noreen                   |
| Olga Merediz          | Noreen's klant           |
| Tom Wright            | Sam                      |
| Minnie Gentry         | Mrs. Brown               |
| Ren Woods             | Bernice                  |
| Reggie Rock Bythewood | Rickey                   |
| John Sayles           | Men In Black             |
| David Strathairn      | Men In Black             |
| Fisher Stevens        | bedrieger                |
| Dee Dee Bridgewater   | Malverne Davis           |
| Giancarlo Esposito    | gearresteerde man        |